# محمود آل حميد
محمود آل حُميد (مواليد 5 سبتمبر 1993) هو رافع أثقال سعودي. عام 2021 مثّل المملكة العربية السعودية في دورة الألعاب الأولمبية الصيفية 2020 في طوكيو باليابان. تنافس في فئة وزن 73 كغم رجال.
في الألعاب الآسيوية للصالات الداخلية وفنون القتال 2017 التي أقيمت في عشق أباد، تركمانستان، حصل على الميدالية البرونزية في منافسات فئة 69 كغم للرجال.
عام 2018، شارك في منافسات فئة وزن 69 كغم للرجال في دورة الألعاب الآسيوية 2018 التي أقيمت في جاكرتا، إندونيسيا.

## روابط خارجية
- محمود آل حميد على موقع الاتحاد الدولي (الإنجليزية)
- محمود آل حميد على موقع أوليمبيديا (الإنجليزية)